# 云南经济日报
《云南经济日报》，由云南日报报业集团主办，是云南省第一大财经类综合报纸，面向全国公开发行。现为对开8版，周日刊。1984年1月1日，《云南经济报》创刊，由云南省经济贸易委员会主办。1995年1月1日，更名为《云南经济日报》。2004年6月起，由云南日报报业集团主办。2025年1月1日，《云南经济日报》停刊。